# 강동현
강동현(1992년 1월 2일 ~ )은 대한민국의 전 스타크래프트 II 프로게이머이다. 종족은 저그이며, 아이디는 Symbol이다.

## 개요
2008년 하반기 드래프트에서 화승 OZ의 추천선수로 입단하였다.
2011년 스타크래프트2로 전향, TSL에 입단했다.
이후 TSL이 해체되고 잠시 무소속으로 활동하다가 2013년 1월 30일 AZUBU에 입단했다.
아주부와의 계약이 2014년 1월 31일부로 종료되어 무소속 신분이 되었다.
2014년 7월 31일부로 MVP에 입단하였다.
2014년 11월 28일 진에어 그린윙스로 이적했다.
2015년 10월 30일 진에어 그린윙스가 강동현과의 계약 종료를 공식 발표했다.
무소속으로 지내면서 2016 WCS 체제에서 한국 잔류를 선택했다. GSL 2016 시즌 1 코드 S 진출에 성공하고 치른 인터뷰에서 한국 선수는 해외 대회에 출전하지 못해 프로리그에도 출전하지 못하면 프로게이머를 해나가기 어려워 그나마 GSL에조차도 떨어진다면 다른 진로를 모색해봐야 할 것 같다고 했다.
2016년 4월 27일 아프리카 프릭스 입단을 공식 발표했다. 2017년 3월 16일 군에 입대하였다

## GSTL에서의 처음이자 마지막 역올킬
2012년 6월 5일에 2012 핫식스 글로벌 스타크래프트 II 팀 리그 시즌 2 1라운드 승자전 경기에서 TSL과 LG-IM의 경기가 펼쳐졌다. LG-IM의 선봉이었던 황강호가 TSL의 김동현, 우민규, 최성훈, 고석현과의 대결에서 차례로 승리를 거둬 LG-IM의 승리가 확실시 되었던 상황에서 강동현이 대장으로 출전하여 황강호, 최병현, 안호진, 정종현, 임재덕을 차례로 꺾고 역올킬을 기록, 당시 소속팀이었던 TSL에게 극적인 승리를 안겨주었다. 이 기록은 9전 5선승제 공식 대회 승자 연전 방식 팀 단위 리그에서는 첫 기록이다. 또한 이 경기로 강동현은 네팔렘이라는 별명을 얻게 되었다.
이 기록은 이후 GSTL이 폐지되면서 불멸의 기록으로 남게 되었다.

## 주요 기록
스타크래프트 II : 프리미어 개인리그 준우승 4회

### 스타크래프트
- 2008년 제41회 스타크래프트 준프로게이머 선발전 입상

### 스타크래프트 II
- 2011년 소니 에릭슨 GSL Nov. Code A 48강
- 2012년 핫식스 GSL Season 2 Code A 24강
- 2012년 2012 무슈제이 GSL Season 3 Code S 8강
- 2012년 MLG Winter Championship 40강
- 2012년 MLG Spring arena 2 준우승
- 2012년 MLG Spring Championship 12강
- 2012년 Iron Squid Chapter 1 준우승
- 2012년 2012 핫식스 GSL Season 4 Code S 8강
- 2012년 2012 핫식스 GSL Season 5 Code S 16강
- 2012년 Iron Squid Chapter 2 32강
- 2012년 HomeStory Cup Season 6 준우승 (vs Snut 0:4)
- 2012년 IPL 5 8강
- 2013년 Iron Squid Chapter 2 16강
- 2013년 2013 HOT6 GSL Season 1 Code S 준우승 (vs 신노열 2:4)
- 2013년 2013 WCS 코리아 시즌 1 망고식스 글로벌 스타크래프트 II 리그 Code S 4강 (2013 WCS 시즌 1 파이널 진출)
- 2013년 제4회 인천 실내무도아시아경기대회 스타2 부문 국가대표 선발전 8강
- 2013년 2013 WCS Season1 TG삼보-Intel Finals 16강
- 2013년 2013 Ritmix Russian StarCraft II League Season 5 16강
- 2013년 2013 WCS 코리아 시즌 2 옥션 올킬 스타리그 8강
- 2013년 2013 WCS 코리아 시즌 3 조군샵 글로벌 스타크래프트 II 리그 32강
- 2013년 2013 DreamHack Open: Bucharest 32강
- 2013년 2013 WCS 코리아 시즌 3 챌린저리그 48강
- 2013년 HomeStory Cup VIII 4위
- 2013년 2013 핫식스컵 라스트 빅매치 8강
- 2014년 2014 WCS 코리아 시즌 1 핫식스 글로벌 스타크래프트 II 리그 코드 S 32강
- 2014년 2014 WCS 코리아 시즌 2 핫식스 글로벌 스타크래프트 II 리그 코드 S 32강
- 2014년 2014 WCS 코리아 시즌 3 핫식스 글로벌 스타크래프트 II 리그 코드 A 48강
- 2014년 2nd Hong Kong Esports Tournament 8강
- 2014년 PughCraft Invitational #2 32강
- 2014년 IEM Season IX - San Jose 16강
- 2015년 스타크래프트 II 스타리그 2015 시즌 2 챌린지 24강
- 2015년 Gfinity Spring Masters II 16강
- 2015년 2015 스베누 글로벌 스타크래프트 II 리그 시즌 2 코드 S 32강
- 2015년 2015 DreamHack Open: Valencia 32강
- 2015년 2015 핫식스 글로벌 스타크래프트 II 리그 시즌 3 코드 A 48강
- 2015년 2016 핫식스 글로벌 스타크래프트 II 리그 프리시즌 1주차 16강
- 2016년 2016 핫식스 글로벌 스타크래프트 II 리그 시즌 1 코드 S 32강
- 2016년 2016 핫식스 글로벌 스타크래프트 II 리그 시즌 2 코드 A 48강